# Althiburos
Althiburus, auch Althiburos, war eine antike Stadt in der römischen Provinz Africa proconsularis an der Straße von Karthago nach Theveste. Sie lag 35 Kilometer (Luftlinie) südsüdöstlich von El Kef, im Gouvernement Kef, beim Zusammenfluss zweier Bäche, nördlich des heutigen Ortes Dawwar Awlad Gama. Dieser Ort wird heute auch als Medeina bezeichnet.
Der Ortsname leitet sich aus der punischen Sprache ab. Starke punische Bevölkerungselemente sind auch durch Inschriften belegt.
In römischer Zeit wurde die Stadt unter Kaiser Hadrian, regierte vom Jahr 117 bis 138, zum Municipium erhoben.
Es sind im Stadtgebiet Überreste von Baudenkmälern wie das Forum, ein Theater und Häuser mit Mosaiken erhalten. Außerdem wurden zahlreiche Inschriften in punischer und lateinischer Sprache gefunden. Bei der planmäßigen Untersuchung der näheren Umgebung wurden auch jungsteinzeitliche Funde gemacht.
Auf das spätantike Bistum der Stadt geht das Titularbistum Altiburus der römisch-katholischen Kirche zurück.
Die Geschichte dieser Römerstadt wird gegenwärtig als Forschungsschwerpunkt von der katalanischen
Universität Barcelona bearbeitet.